# Schlosskirche zu Stettin
Die Schlosskirche zu Stettin war ein evangelisches Kirchengebäude innerhalb des Gebäudekomplexes des Stettiner Schlosses. Sie wird heute als Konzertsaal genutzt.

## Baugeschichte

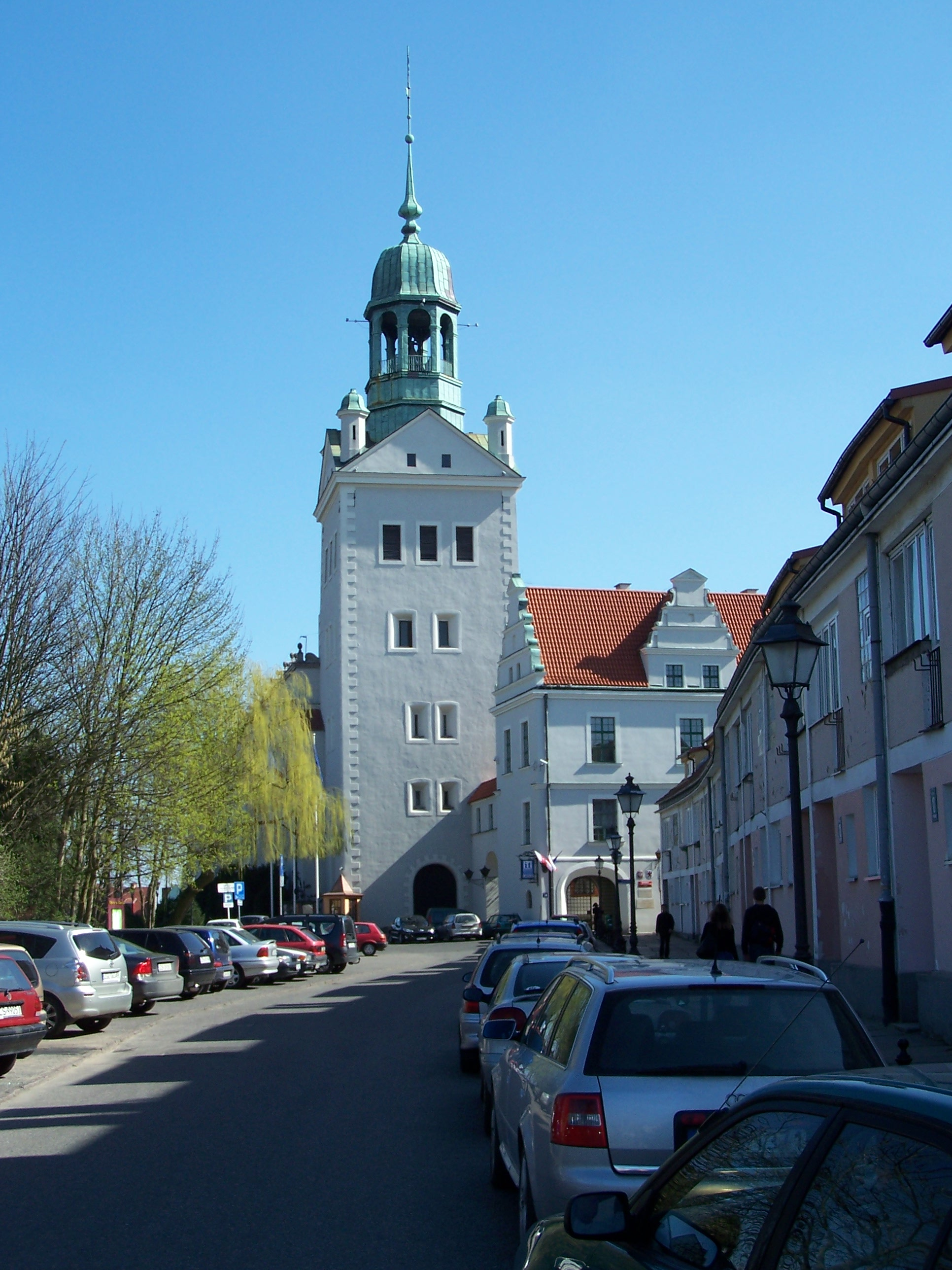
Turm der Schlosskirche zu Stettin

Etwa an der Stelle der heutigen Schlosskirche stand ursprünglich die 1346 erbaute Ottenkirche. Der pommersche Herzog Johann Friedrich ließ die Ottenkirche 1575 wegen Baufälligkeit abreißen und 1577 ein neues Kirchengebäude errichten, das in den Nordflügel des Schlosses integriert wurde und das nunmehr als Schlosskirche bezeichnet wurde.
Die Schlosskirche ist damit das älteste Kirchengebäude Pommerns, das von vornherein als evangelisches Gotteshaus erbaut wurde, und zwar in der Bauform der Querkirche mit Umlaufemporen und der Kanzel an der nördlichen Längsseite. Wie zuvor die Ottenkirche, so diente nunmehr die Schlosskirche als die Grablege der pommerschen Herzöge aus dem Greifenhaus. Zur Inneneinrichtung gehörten ein Renaissancealtar von Johann Baptist Perino und ein prachtvolles Epitaphium (Grabdenkmal) aus Holz für Herzog Bogislaw X. von Pommern.
Die Wände waren im 18. Jahrhundert weiß getüncht. Kirche und Turm waren recht baufällig, „so daß die Glocken nicht ohne Gefahr und erhebliches Kopschütteln des Turms geläutet werden konnten. Die Kanzel war an einem Pfeiler inmitten der Kirche angebracht, so daß die Plätze zwischen Kanzel und Altar wertlos waren.“
„Der Zugang vom Turm war verkramt und verbaut durch eine Holztreppe, der Zugang zu den Emporen erfolgte über eine Holzgalerie von außen her nicht ohne Lebensgefahr – 1814 war einmal ein Kind heruntergestürzt und tödlich verunglückt.“ 1820 wurde die Erweiterung des Orgelchors ausgeführt, zugleich wurden die Galerien abgebrochen und die Eingänge zu den Chören ins Innere verlegt.
Im Jahr 1822 legte der Orgelbauer Friedrich Grüneberg einen Entwurf für einen Orgelneubau vor, die Verhandlungen zogen sich aber bis zum Jahre 1837 hin. 1837 verkaufte der Orgelbauer Johann Friedrich Schulze aus Paulinzella der Schlosskirche eine von ihm als Interimsorgel im Dom zu Halberstadt errichtete kleine Orgel mit 12 Stimmen.

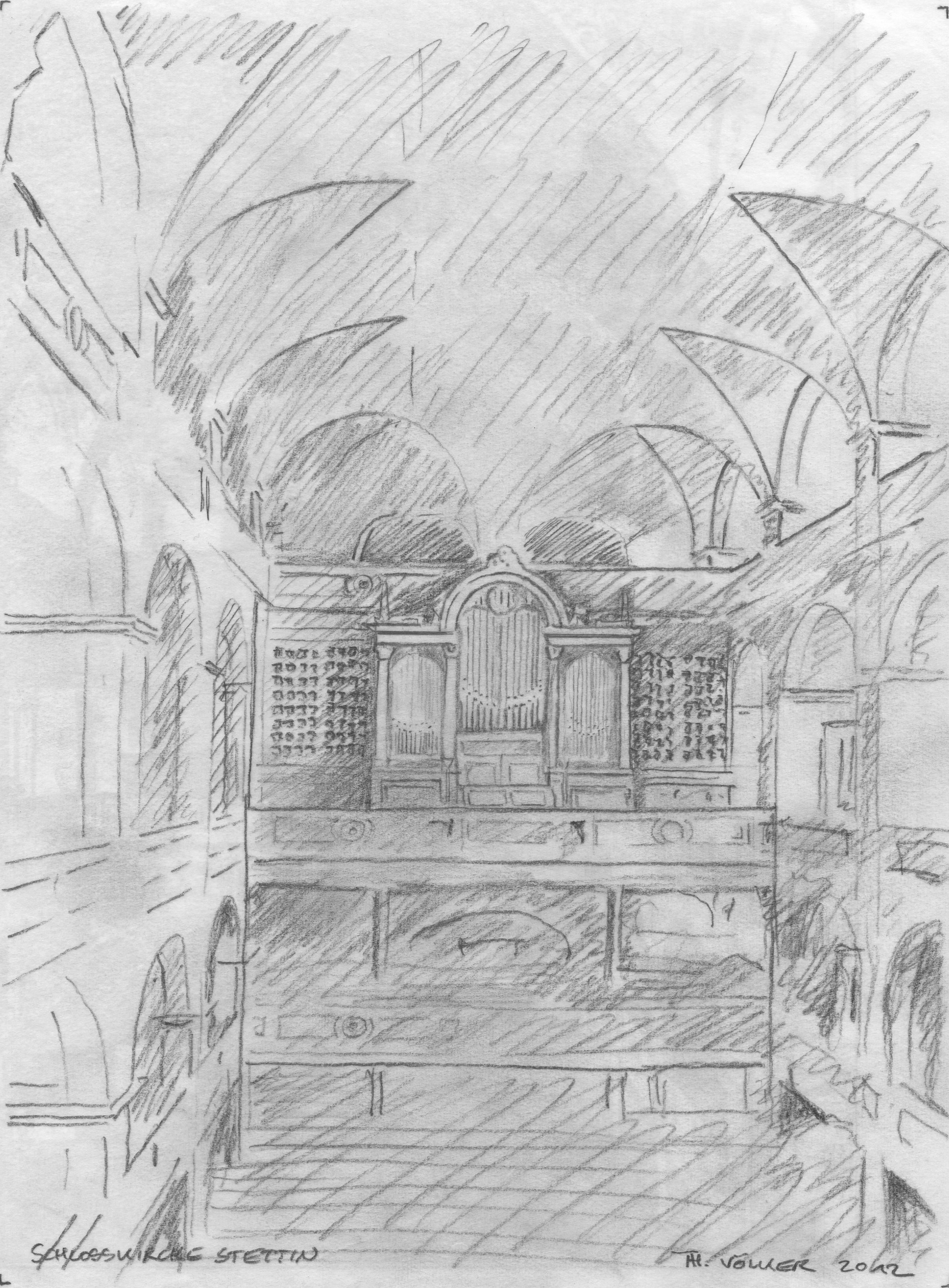
Inneres der Schlosskirche zu Stettin, Orgelseite (um 1925), Zeichnung Th. Völker

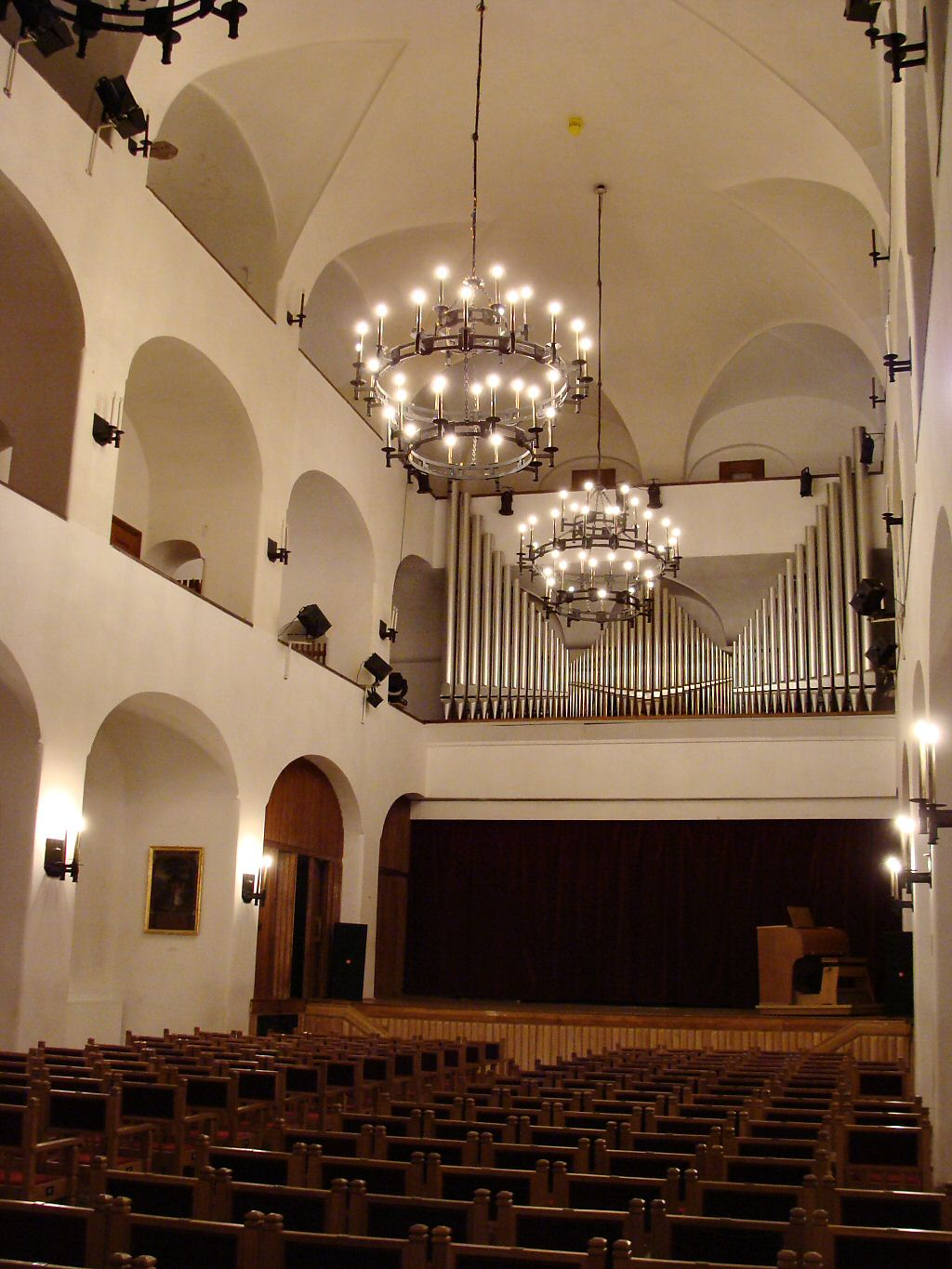
Inneres der Schlosskirche (Sala Boguslawa) heute (2009)

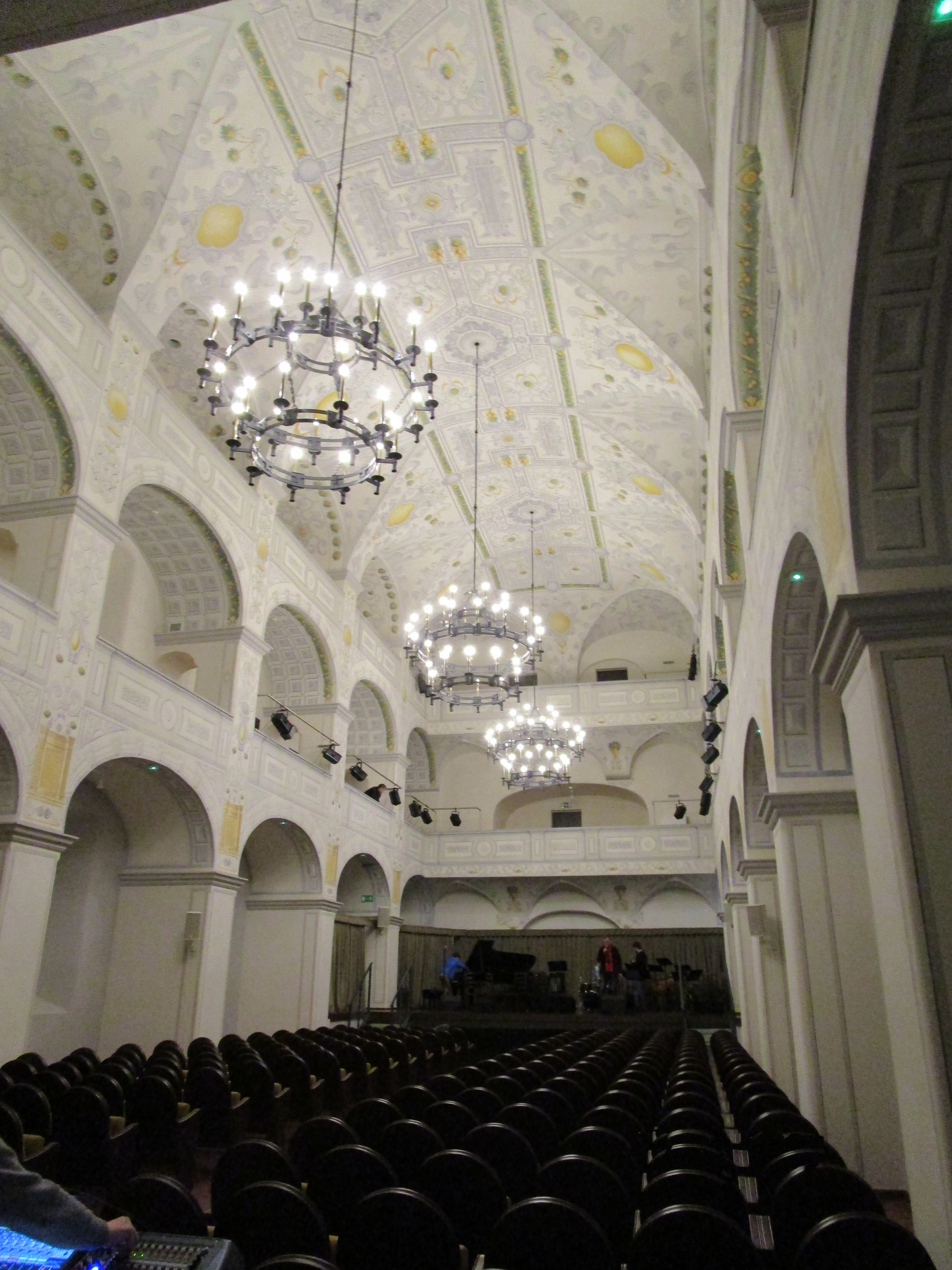
Schlosskirche nach Westen – jetzt Bogislawsaal (2016)

Die Zahl der Beamten in Stettin wuchs erheblich – und damit die Zahl der Gemeindemitglieder. Der Gemeindeälteste Oberpräsident Ernst Senfft von Pilsach erwirkte im Ministerium Mittel in Höhe von 6.700 Talern für die nötige Erweiterung. Im Jahre 1862 wurde die Kirche umgebaut und damit die Zahl der Sitzplätze von 650 um 389 auf über 1000 erhöht. Die an den Pfeilern angebrachten Fahnen und Rüstungen wurden abgenommen und nach Berlin geschafft. Es wurden auf der Nordseite drei neue Emporen errichtet und die Kanzel in die Nähe des Altars verschoben. „Das Chor unter der Orgel wurde nach dem Turm zu verkürzt, die Holztreppe beseitigt und hier ein würdiger, gewölbter Ausgang geschaffen, der auch noch Bänke zum Sitzen erhielt. Eine Treppe vom Münzhof führte jetzt zu den Emporen. Der Altar, der ganz an der Wand stand, wurde weiter vorgerückt.“ Zur Befestigung der Grundpfeiler wurde auch die Fürstengruft, in der mindestens 25 Mitglieder des pommerschen Herzogshauses begraben liegen, geöffnet und beraubt vorgefunden. Das Orchelchor wurde erweitert und an der Decke Stuckleisten angebracht „so daß der Eindruck eines Kreuzgewölbes entstand. Die Fenster, bisher nur einfache Hausfenster, wurden durch rechte Kirchenfenster ersetzt, die Türen erneuert, die Decke und die Wände wurden neu ausgeschmückt, die Bilder und das Schnitzwerk erneuert, das Gestühl erhielt einen eichenfarbenen Anstrich und die ganze Kirche statt der bisherigen Oellampen Gasbeleuchtung, wozu bald noch Heizung durch Gasöfen trat.“ Die Einweihung erfolgte am 4. Advent 1862. „Die Orgel war unter Schiffmann [1751] erneuert, doch hatten sich die Mäuse sogar an den hölzernen Orgelpfeifen vergriffen, auch musste das Gebälk gestützt werden.“
Bis zum Jahr 1864 wurde die Orgel durch den Stettiner Orgelbaumeister Barnim Grüneberg mit 23 klingenden Stimmen neu erbaut. Die Kosten des Umbaus beliefen sich auf 10.638 Thaler, dazu kam die Orgel mit 2.451 Thalern.
In den Jahren 1908/1909 wurde die Kirche nochmals um- und ausgebaut. „Für die nach 1862 aufgestellten Gasöfen wurde eine Zentralheizung eingebaut, zugleich trat an die Stelle der bisherigen Gasbeleuchtung elektrische, und die Orgel wurde fast neu gebaut. Vor allem aber wurde das Innere der Kirche ganz umgestaltet.“ Die Stuckrippen von 1862 wurden abgerissen, dafür wurde das Innere durch den Kunstmaler Paul Kutschmann aus Friedenau im Stil der Renaissance hell und farbenfroh mit Blattwerk ausgemalt. Anlässlich der Feier zur Neueinweihung der Kirche ist am 21. Mai 1909 Ulrich Hildebrandts Choralkantate (op. 16) „Nun jauchzt dem Herrn alle Welt“ uraufgeführt worden.
Im Zweiten Weltkrieg wurde das gesamte Stettiner Herzogsschloss schwer beschädigt, so auch die Schlosskirche, deren Inneneinrichtung zerstört wurde.

### Glocken-Ritzzeichnungen
Die 1471 gegossene Otto-Glocke hatte seltene, kunsthistorisch bedeutsame Glockenritzzeichnungen, die in einem Werk der Kunsthistorikerin Ingrid Schulze von 2006 gewürdigt werden.

## Schlosskirchengemeinde
Die evangelische Schlosskirchengemeinde war eine Personalgemeinde, zu der die in Stettin ansässigen Beamten gehörten. Ab 1804 war die Schlosskirchengemeinde mit der Gemeinde der ehemaligen Stettiner Marienkirche als Schloss- und Marienkirchengemeinde pfarramtlich verbunden.

### Pfarrer an der Schlosskirche
Die Schlosskirchenpfarrer waren bis 1919 zugleich Hofprediger.
- 1545 Bernhard Strohschneider
- ?–1563 Paul von Rhoda (?)
- 1563–1570 Fabian Timäus
- 1577–1595 (?) Jakob Faber
- Nikolaus Ribbius
- 1604–1618: David Reutzius
- 1618–1626: Johann Bütow
- 1626–1654: Jakob Fabricius
- ?–1663: Matthias Decenius
- Erdmann Schwarzkopf
- Samuel Hollmann
- 1701–1710: Christoph Adam Fabricius
- 1710–1726: Laurentius David Bollhagen
- 1727–1738: Johann Gottfried Hornejus
- 1739–1772: Christian Sigismund Schiffmann
- 1773–1817: Ludwig Wilhelm Brüggemann
- 1818–1862: Heinrich Wilhelm Gottfried Richter
- 1863: Paul Fischer
- 1864–1879: Friedrich Wilhelm Gustav Carus, danach Generalsuperintendent der Kirchenprovinz Preußen
- 1880–1899: Hermann Robert Rudolf Brandt
- 1900–1905: Wilhelm Haupt
- 1906–1912: Christian Rogge
- 1912–1920: Gotthold Würkert
- 1920–1921: in Vertretung: Pastor Katter (1881–1923 'Diakonus')
- 1921–1936: Maximilian Meyer
- 1939–1945: Willi Büsching-Krüger

### Organisten an der Schlosskirche
- 1695–1729 Christoph Schmidt (1655–1729)
- 1729–1745 Johann Christian Stürmer
- 1745–1789 Christian Michael Wolff (1707–1789, seit 1732 Marienorganist)
  - 1751–52 Orgel-Neubau (Johann Peter Migendt, 1 Manual, 13 klingende Stimmen)
- 1789–1825 Friedrich Wilhelm Haack (1765–1825)
- 1825–1858 Ferdinand Oelschläger (1798–1858)
  - 1838 Orgel-Neubau (Joh. Fr. Schulze, 2 Manuale u. Pedal, 12 kling. St. (?))
- 1859–1898 Carl Gustav Flügel (1812–1900)
  - 1862–64 Orgel-Neubau (Barnim Grüneberg, Op. 70, 2 Manuale u. Pedal, 23 kling. Sti.)
- 1898–1940 Ulrich Hildebrandt (1870–1940)
  - 1909 fast vollständiger Orgel-Umbau (Grüneberg)

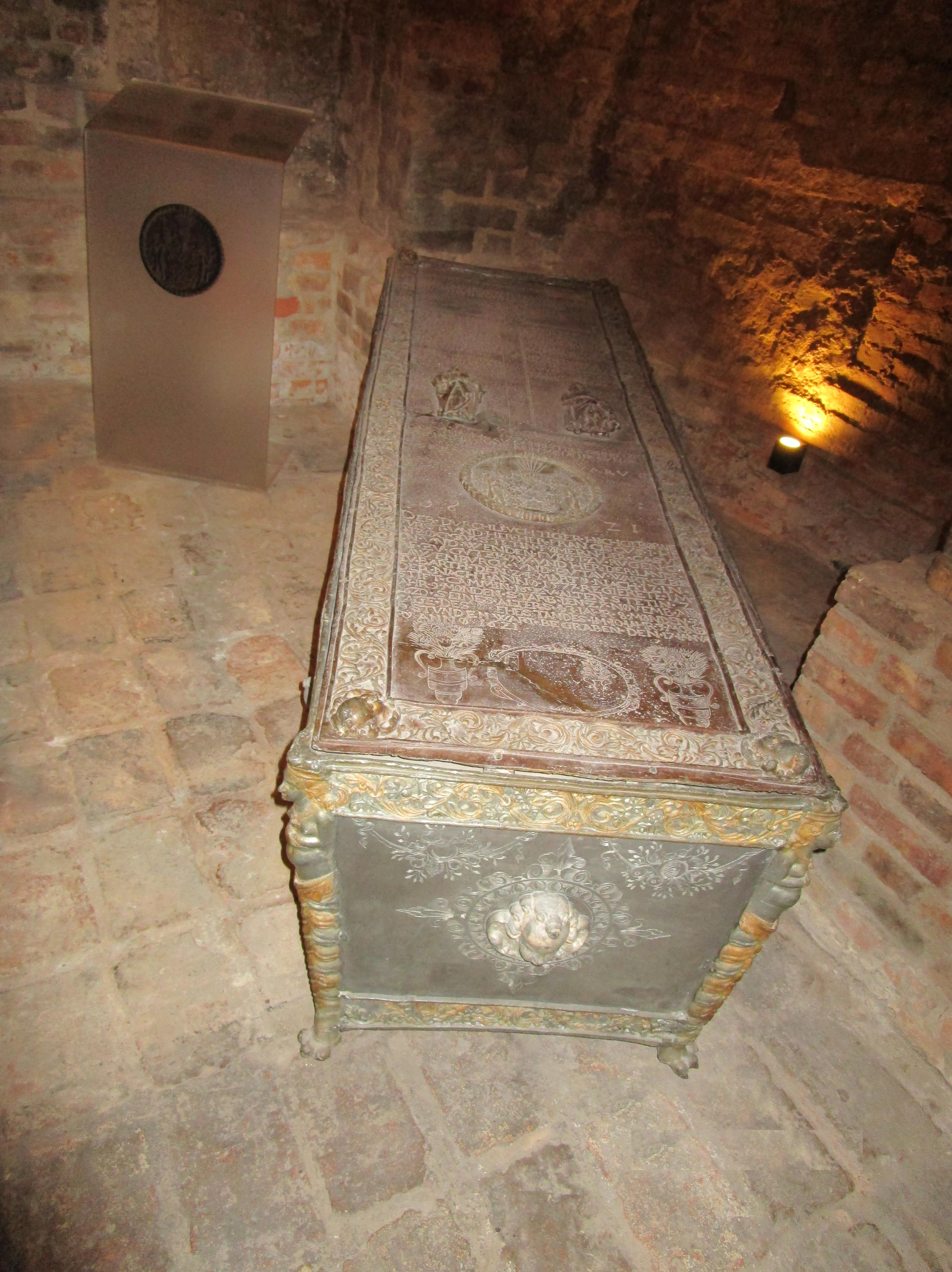
Herzogsgruft in der Krypta der Schlosskirche

- 1940–1945 ?

## Nutzung seit 1945
Am 5. Juli 1945 wurde Stettin durch die Sowjetmacht an den polnischen Staat übergeben. Die polnischen Behörden vertrieben die einheimische deutsche Bevölkerung, die nicht geflohen war. Diese war ganz überwiegend evangelischer Konfession, so dass sich eine weitere Nutzung als evangelische Kirche erübrigte, aber wegen der Zerstörung auch nicht möglich war. Das Stettiner Herzogsschloss wurde in den 1950er Jahren wieder aufgebaut; auch das Gebäude der Schlosskirche wurde vorerst äußerlich wiederhergestellt. Erst nach 2000 wurde auch das Innere rekonstruiert und wiederhergestellt. Sie wird seitdem als Konzert- und Theatersaal genutzt.
Letztes Restaurierungsobjekt war dann die Krypta unter der Schlosskirche, in der bis vor dem Krieg die Särge der Pommernherzöge standen. Bis zur Wiederherstellung der Krypta befanden sich die Särge dann in einem Kellerraum des Ostflügels und wurden dort restauriert und ausgestellt. Nach Ausgrabungen in der Krypta und der baulichen Rekonstruktion wurden dann die Räume wieder als Grablege mit Ausstellungscharakter hergerichtet.